# West Down
West Down – wieś i civil parish w Anglii, w Devon, w dystrykcie North Devon. W 2011 civil parish liczyła 671 mieszkańców. West Down jest wspomniana w Domesday Book (1086) jako Dune/Duna.